# Abraham Minero
Abraham Minero Fernández, plus connu comme Abraham, né le 22 février 1986 à Granollers (province de Barcelone, Espagne), est un footballeur espagnol qui joue au poste de défenseur au Racing de Santander.

## Biographie
Abraham Minero se forme dans les équipes de jeunes de l'EC Granollers. Il joue en équipe première de Granollers de 2004 à 2006.
En 2006, il rejoint le CF Peralada, puis l'UE Figueres et le CD Blanes.
En 2008, il est recruté par l'UE Sant Andreu, où il reste jusqu'en 2010. Le club manque de peu la promotion en deuxième division en 2010.
Ses bonnes performances avec Sant Andreu attirent l'attention du FC Barcelone qui le recrute en 2010 pour jouer avec l'équipe réserve, le FC Barcelone B qui joue en deuxième division. Il joue un match en équipe première le 1er décembre 2010 face à L'Hospitalet en finale de la Copa Catalunya.
En 2011, il rejoint le Real Saragosse avec Edu Oriol. En avril 2012, il est expulsé face au FC Barcelone au Camp Nou lors d'un match de championnat. Il joue 57 matchs en première division avec Saragosse.
En 2014, Abraham Minero est prêté par Saragosse au SD Eibar qui vient d'être promu en première division.
En 2015, il retourne au Real Saragosse. Puis, en 2016, il est prêté à Levante UD, en deuxième division.

### Palmarès
Levante UD
- Champion d'Espagne de D2 en 2017